# 堀川美加子
堀川 美加子（ほりかわ みかこ）は、元グラビアアイドルである。山梨県出身。ジオプロモーション所属。アイドルユニット『ロマンスターズ』のメンバーとしても活動していた。

## 略歴
2011年、ミスヤングチャンピオン2011グランプリ受賞。
2011-2012年、アイドルユニット「ロマンスターズ」
2013年2月11日、DVD「Holy Smile」発売イベントをもって学業専念のため引退。

## 人物
- 趣味：ピアノ
- 特技：習字（師範代）

## 作品

### 映像作品
- ピュア・スマイル（2011年8月26日、竹書房、監督：安倍雄治）
- ミスヤングチャンピオン2011（2011年11月10日、イーネット・フロンティア、監督：中北直）
- 素顔の君（2012年4月27日、晋遊舎、監督：中北直）
- 好きなひとができました。（2012年7月20日、ラインコミュニケーションズ、監督：中北直）
- Seventeen（2012年10月27日、晋遊舎、監督：中北直）
- Holy Smile（2013年1月24日、イーネット・フロンティア、監督：嶋公浩）

## 出演

### テレビ
- 夜遊び三姉妹（日本テレビ）
- グラ撮る！〜撮る女 撮られる女〜（フジテレビＯＮＥ）
- つんつべ♂（TOKYO MX）

### ネット配信
- エンタ!371 『プレミアムグラビア♯42』
- エンタ!371 pigooHD『アイドル“独断と偏見”情報局♯90』
- あっ!とおどろく放送局 Cure presents『シャカリキ!きゅあコレクション』
- あっ!とおどろく放送局 『ロマすたテイクあうと』
- あっ!とおどろく放送局 『鎌田紘子のわたしはこれからアイドル教祖!?』
- @TV秋葉原 『ロマすたテイクあうと2』
- 美少女時計（2011年）

### 雑誌
- 週刊プレイボーイ （集英社）
- ヤングチャンピオン（秋田書店）
- ヤングチャンピオン烈（秋田書店）
- オタポケ（秋葉原ジャーナル）
- B.L.T.（東京ニュース通信社）
- Go Ahead Live IDOL vol.1（音楽専科社）など

## 書籍

### 写真集
- 堀川美加子デジタル写真集ピュア・スマイルvol.1（@misty）
- 堀川美加子デジタル写真集ピュア・スマイルvol.2（@misty）
- 堀川美加子 2012年1月号 デスクトップギャルコレクション（DMM.com）